# Джузеппе Пароді
Джузеппе Пароді (італ. Giuseppe Parodi, нар. 17 грудня 1892, Верчеллі — пом. 1 березня 1984) — італійський футболіст, що грав на позиції опорного півзахисника.
Виступав за клуби «Казале», «Міланезе» та «Про Верчеллі», а також національну збірну Італії.

## Клубна кар'єра
У дорослому футболі дебютував 1910 року виступами за команду «Казале», в якій провів п'ять сезонів, поки чемпіонат не був призупинений через Першу світову війну, взявши участь у 75 матчах чемпіонату. У сезоні 1913/14 виборов титул чемпіона Італії. В першому повоєнному чемпіонаті захищав кольори клубу «Міланезе», де грав на правах оренди.
1919 року перейшов до клубу «Про Верчеллі» з рідного міста, за який відіграв 4 сезони. Більшість часу, проведеного у складі «Про Верчеллі», був основним гравцем команди. За цей час додав до переліку своїх трофеїв ще два титули чемпіона Італії. Завершив професійну кар'єру футболіста виступами за команду «Про Верчеллі» у 1923 році.

## Виступи за збірну
1913 року дебютував в офіційних матчах у складі національної збірної Італії.
У складі збірної був учасником футбольного турніру на Олімпійських іграх 1920 року в Антверпені, на якому зіграв у двох матчах.
Протягом кар'єри у національній команді, яка тривала 8 років, провів у формі головної команди країни лише 4 матчі.
Помер 1 березня 1984 року на 92-му році життя.
| Дата       | Місто     | Господарі | Результат | Гості     | Турнір           | Голи | Примітки |
| ---------- | --------- | --------- | --------- | --------- | ---------------- | ---- | -------- |
| 15/06/1913 | Відень    | Австрія   | 2 – 0     | Італія    | товариський матч | 0    |          |
| 5/04/1914  | Генуя     | Італія    | 1 – 1     | Швейцарія | товариський матч | 0    |          |
| 31/08/1920 | Антверпен | Норвегія  | 1 – 2     | Італія    | ОІ 1920          | 0    |          |
| 2/09/1920  | Антверпен | Іспанія   | 2 – 0     | Італія    | ОІ 1920          | 0    |          |
| Усього     |           | Матчів    | 4         |           | Голів            | 0    |          |

## Титули і досягнення
- Чемпіон Італії (3):

«Казале»: 1913–14: «Про Верчеллі»: 1920–21, 1921–22